# 東山駅 (北海道)

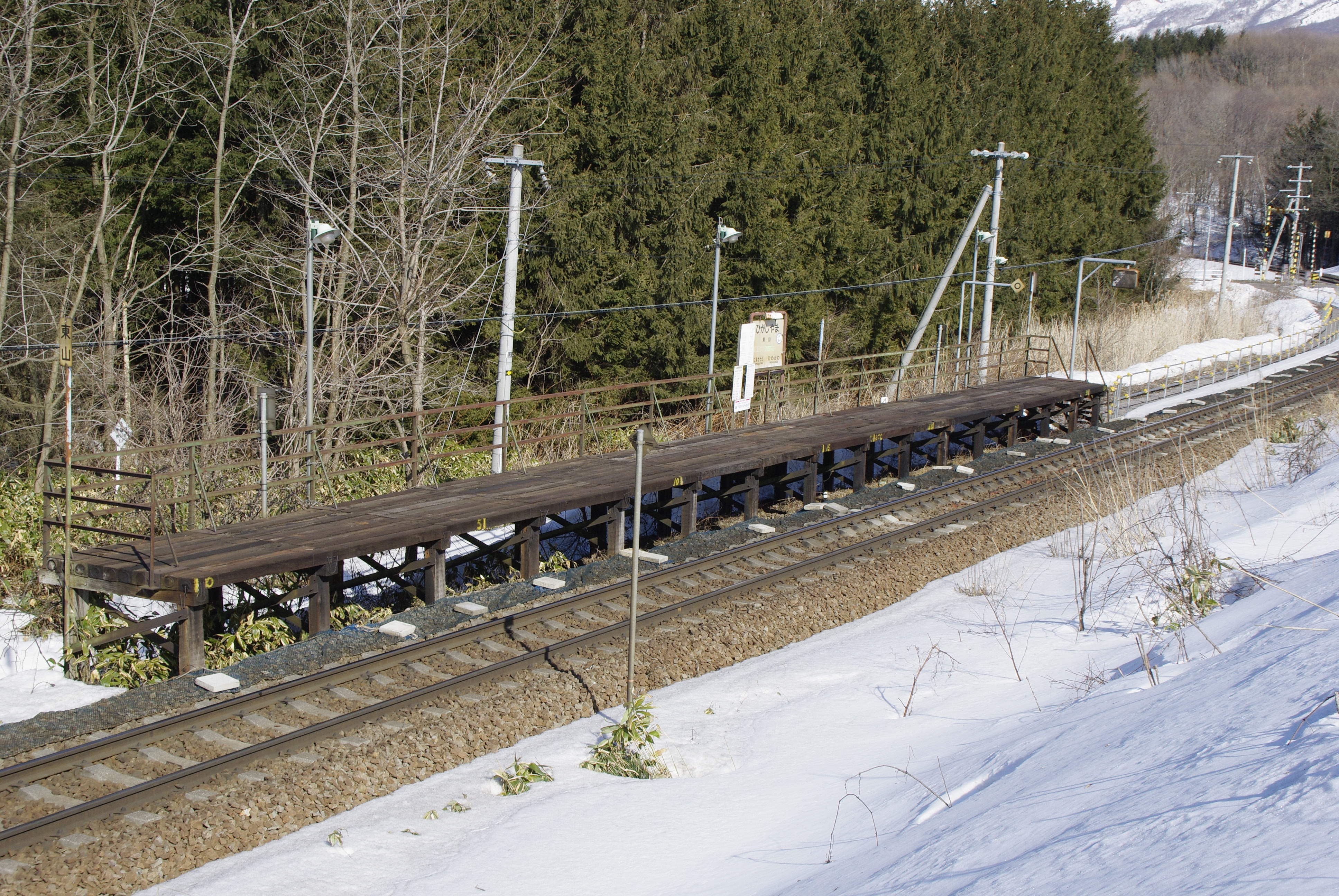
旧加速線の築堤からの駅全景

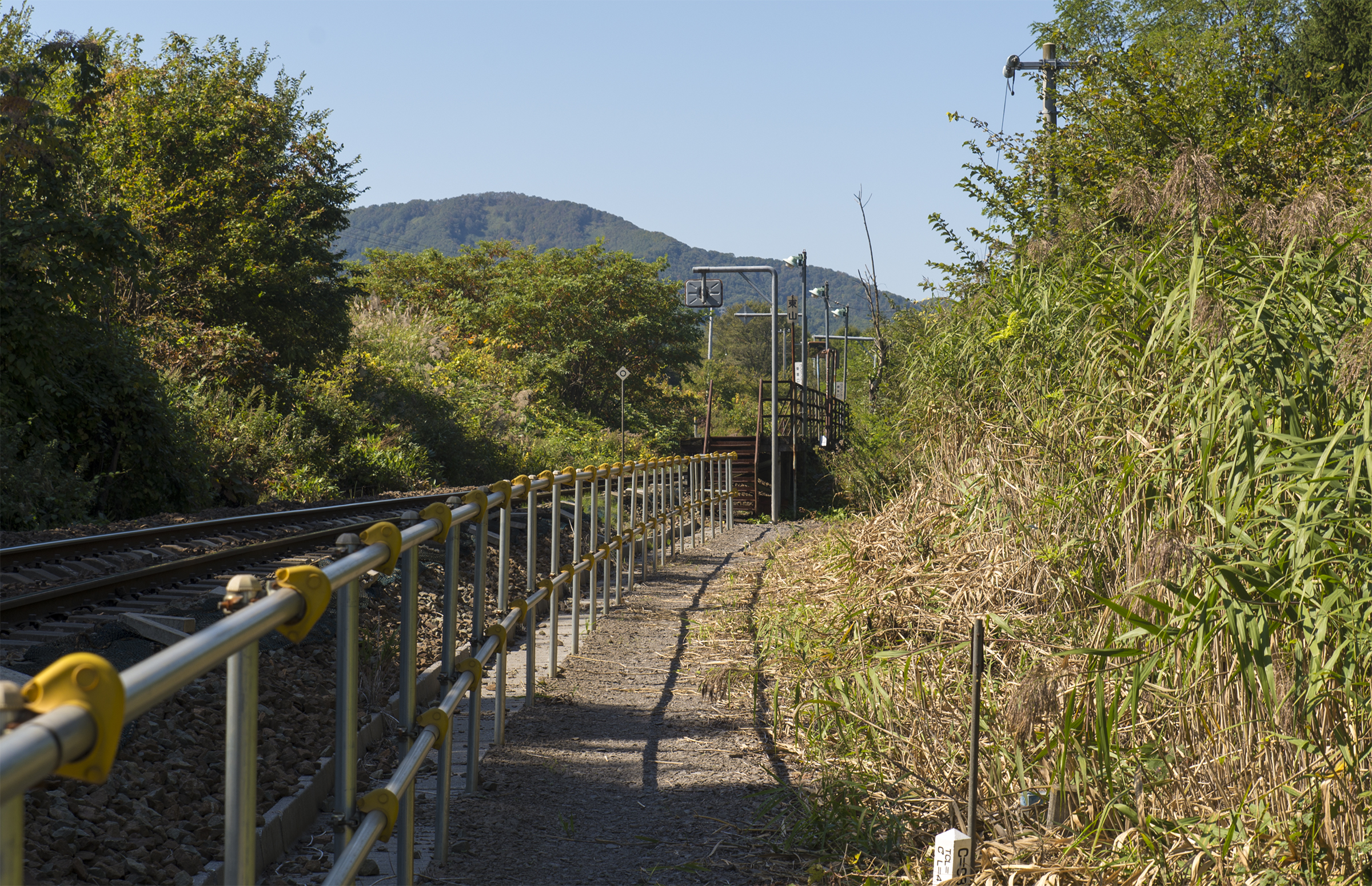
駅入口付近
左側の築堤が旧加速線

東山駅（ひがしやまえき）は、かつて北海道（渡島総合振興局）茅部郡森町字駒ケ岳にあった北海道旅客鉄道（JR北海道）函館本線（本線）の駅である。電報略号はヒヤ。駅番号はH64であった。

## 歴史

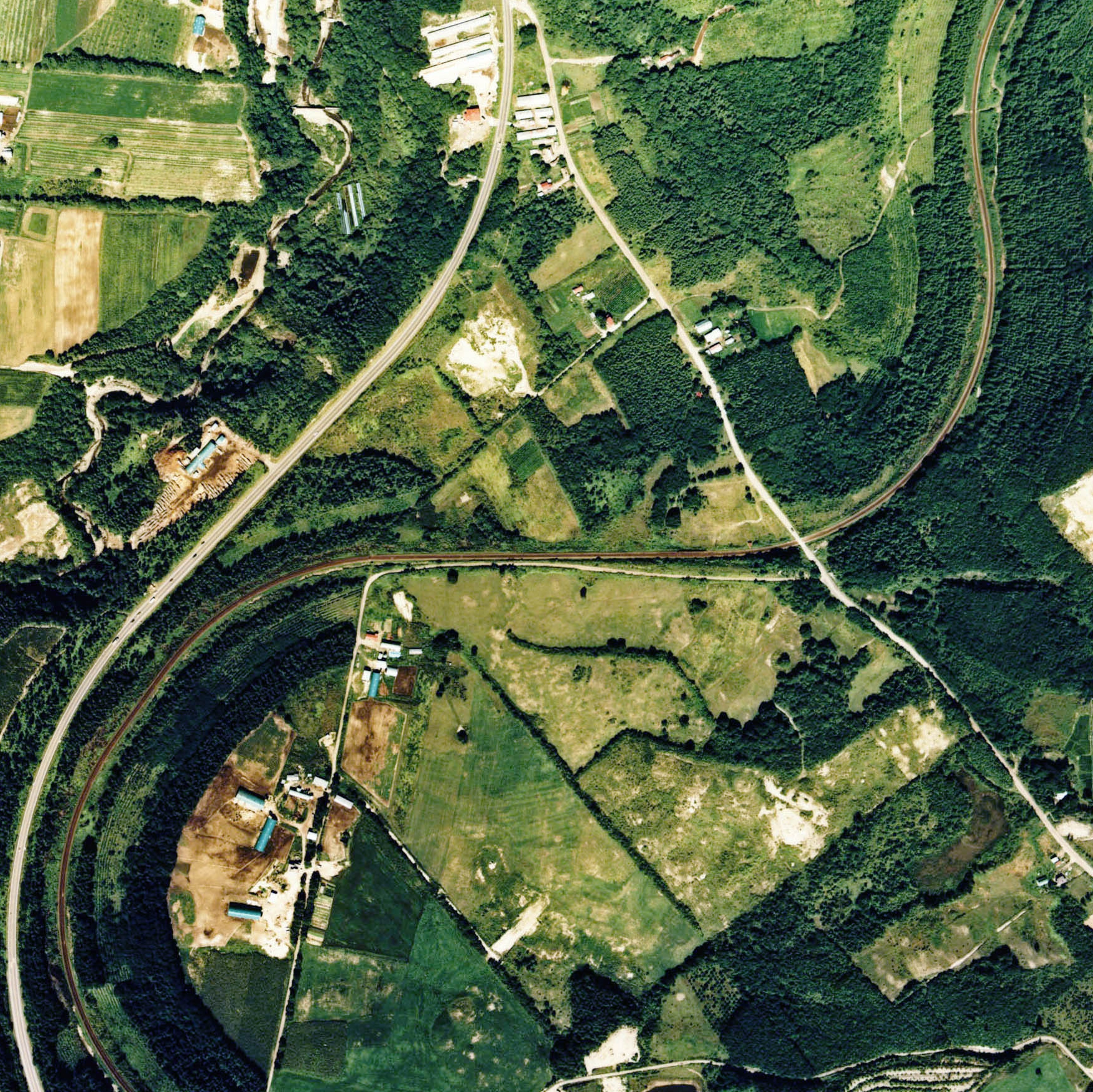
1976年の東山仮乗降場と信号場時代の軌道跡、周囲約1.2km範囲。下が函館方面。中央より右へ直線状に伸びていた加速線の跡が残されている。待避側の側線は左下へ向かう本線カーブの内側に並行して伸びていたが、その跡は防風林に覆われて見えなくなっている。信号場時代の本屋は写真中央に設けられていた。仮乗降場のホームが右側に見えるが、その北の空き地にはかつて4棟の職員官舎があった。

駒ヶ岳駅 - 森駅間13.0 kmは、頂上である駒ケ岳駅から最急16‰の勾配を用いて3段に迂回しながら海岸沿いの森駅まで下っていく線形であるが、途中の交換設備は姫川信号場（1913年〔大正2年〕開業）しか存在せず、太平洋戦争開戦後の輸送量逼迫を受けて、スイッチバック方式の信号場を増設することとなった。これが東山駅の前身にあたる東山信号場である。
終戦直前の1945年（昭和20年）に軍川駅（現：大沼駅） - 森駅間には勾配緩和のため渡島砂原駅経由の通称：砂原支線が開業したため、以降重量貨物列車などは上り列車が勾配を避けて砂原支線を迂回するようになったこともあり、戦後、東山信号場と翌年に同様の形態で姫川信号場 - 森駅間に設けられた森川信号場とともに信号場としての役目を終えることとなった。
しかし、東山信号場は信号場としては廃止されたものの、仮乗降場として乗降設備の設置は継続されており、国鉄分割民営化後には正規の旅客駅に昇格、2017年（平成29年）に利用客僅少により廃止されるまで客扱いが行われた。

### 年表
- 1943年（昭和18年）2月26日：国有鉄道函館本線の駒ヶ岳駅 - 姫川信号場間に東山信号場として開設[6][7]。『森町史』によれば、旅客の乗降も扱っていたとされる[7]。
- 1949年（昭和24年）
  - 6月1日：日本国有鉄道法施行に伴い、日本国有鉄道（国鉄）に継承。
  - 8月1日：信号場として廃止[6]。旅客の乗降を東山仮乗降場（局設定）として継続[6]。
- 1987年（昭和62年）4月1日：国鉄分割民営化に伴い、北海道旅客鉄道（JR北海道）に継承。同時に駅に昇格し、東山駅となる[6][8]。
- 1990年（平成2年）3月10日：営業キロ設定。
- 2000年（平成12年）3月11日：快速「アイリス」の下り列車（函館駅発）が廃止され、普通列車のみの停車駅となる。
- 2006年（平成18年）3月18日：同日のダイヤ改正に伴い、普通列車1往復が通過となり、停車列車は4往復になる。
- 2007年（平成19年）10月1日：駅ナンバリングを実施[9]。
- 2016年（平成28年）6月2日：同じ森町の姫川駅（現：姫川信号場）、桂川駅、長万部町の北豊津駅（現・北豊津信号場）、蕨岱駅と共に、JR北海道から各町へ2017年（平成29年）3月実施予定のダイヤ改正に合わせて廃止の意向が示していることが報道される[10]。
- 2017年（平成29年）3月4日：利用者減少のため、同日のダイヤ改正に合わせ廃止[2]。

### 駅名の由来
地区名から。

## 駅構造
1949年（昭和24年）8月以前の信号場時代はスイッチバック式の配線であった。さらに、通常は本線に対して点対称となる待避線が上下線用のいずれも本線の反対側（構内南側）に存在する配線となっていた。遺構は、2002年（平成14年）時点では加速線が駅の南側に高低差のある築堤と、それに続いて駅の東の道路を渡っていたコンクリート製の橋台、さらに道路を越えた丘陵部分にも築堤として残存していた。下り待避線の築堤も本線に沿って残存していた。
単なる仮乗降場となってから廃止までは、単式ホーム1面1線を有する地上駅だった。ホームは線路の北側（旭川方に向かって左手側）に存在した。転轍機を持たない棒線駅となっていた。森駅管理の無人駅であり、駅舎および待合所は存在せず、枕木を使った木製デッキ式のホームのみの駅だった。ホーム東側に階段を有し駅施設外に連絡していた。駅への取り付け道路も無く、車道の踏切から駅までは線路際の小道を歩く必要があった。
廃止後、ホームは撤去されている。

## 利用状況
- 2011 - 2015年（平成23 - 27年）の乗降人員調査（11月の調査日）平均は「1名以下」[13][10]。

## 駅周辺
駅附近には建物はないが、周辺には民家が点在している。
- 国道5号
- 函館バス「東山」停留所 - 国道5号線沿い。

## 隣の駅
北海道旅客鉄道（JR北海道）
■函館本線（廃止時点）
駒ヶ岳駅 (H65) - 東山駅 (H64) - 姫川駅 (H63)